# Montceaux-lès-Meaux
 Montceaux-lès-Meaux  es una población y comuna francesa, en la región de Isla de Francia, departamento de Sena y Marne, en el distrito de Meaux y cantón de Meaux-Sud.

## Demografía
| 324 | 361 | 408 | 435 | 532 | 574 |
| Para los censos de 1962 a 1999 la población legal corresponde a la población sin duplicidades (Fuente: INSEE [Consultar]) |     |     |     |     |     |

## Lugares de interés
- El castillo de Montceaux, renacentista y antigua propiedad de Catalina de Médici, del que solo quedan ruinas.